# Gens Fonteya
La gens Fonteya (en latín gens Fonteia) fue un conjunto de familias de origen plebeyo de la Antigua Roma que compartían el nomen Fonteyo. Miembros de esta gens son mencionados por primera vez hacia el final del siglo III a. C. Tito Fonteyo fue legado de Publio Cornelio Escipión durante la segunda guerra púnica. El primero de los Fonteyos en obtener el consulado fue Cayo Fonteyo Capitón, cónsul suffectus en 33 a. C.

## Origen
En su discurso Pro Fonteio, Cicerón menciona que los Fonteyos vinieron originalmente de Tusculum, de cuyo municipium era una de las familias más señaladas. Los Fonteyos reclamaban descender de Fonto, el hijo de Jano. Una cabeza de dos caras aparece en una moneda de la gen, que Vaillant y otros suponen ser la cabeza de Jano, en referencia a esta tradición. Pero como Jano es siempre representado en tiempo más tardío con una barba, Eckhel mantiene que las dos cabezas se refieren a los Dioscuros, que eran adorados en Tusculum con honores especiales, y pueden ser considerados como los Penates de la gens. Las cabezas de los Dioscuros aparecen en otras monedas de la gens.

## Praenomina
Los Fonteyos utilizaron los praenomina Cayo, Lucio, Manio, Marco y Publio.

## Ramas ycognomina
Los Fonteyos llevaron los cognomina Agripa, Balbo y Capitón, que es el único cognomen que aparece en monedas de esta gens. Craso es un error de los manuscritos, ya que entonces no había Fonteyos con ese cognomen.